# Demon Hunter (album)
Demon Hunter è il primo album omonimo della band christian metal statunitense Demon Hunter, pubblicato il 22 ottobre 2002 dalla Solid State.

## Tracce
1. Screams of the Undead – 4:34
2. I Have Seen Where It Grows – 3:14
3. Infected – 3:08
4. My Throat Is an Open Grave – 3:54
5. Through the Black – 4:27
6. Turn Your Back and Run – 3:46
7. And the Sky Went Red – 0:29
8. As We Wept – 3:42
9. A Broken Upper Hand – 4:29
10. The Gauntlet – 6:54

## Singoli
- "Infected" - uscito sull'album "MTV2 Headbangers Ball"
- "Through the Black"

## Crediti
- Aaron Mlasko - tecnico batteria
- Brandon Ebel - produttore esecutivo
- Aaron Sprinkle - produttore
- J.R. McNeely - mixer
- Kris McCaddon - fotografia
- Latif Tayour - assistente del mixer
- Phil Peterson - strings
- Tim Harmon - ingegnere della batteria
- Troy Glessner - masterizzazione
- Tyson Paoletti - A&Rù